# Anny de Lange
Pour les articles homonymes, voir Lange.
Anny de Lange est une actrice néerlandaise, née le 12 novembre 1917 à Rotterdam et morte le 11 juillet 1987 à Baarle-Nassau.
Bien qu'ayant eu quelques rôles au cinéma, elle a surtout été active au théâtre et à la télévision, ainsi qu'à la radio et sur des enregistrements audio. Elle a été distinguée à deux reprises par le Theo d'Or.

## Filmographie

### Cinéma
- 1940 : Rembrandt de Gerard Rutten (film considéré comme perdu)
- 1972 : De inbreker (nl) de Frans Weisz : Moeder
- 1975 : Heb medelij, Jet! (nl) de Frans Weisz : Mevrouw van Haeften

### Télévision

#### Séries télévisées
- 1974 : Centraal station : Mary van Gelder
- 1974 : Kamer 17 : Moeder van Bart
- 1975 : 'T Wilhelmina : Tiny

#### Téléfilms
- 1959 : Dagboek van Amy
- 1959 : Jeanne d'Arc de Wim Bary (nl)
- 1962 : De avond valt
- 1963 : De kersentuin de Willy van Hemert : Warja
- 1964 : Venus bespied de Ton Lensink (nl) : Rosabel
- 1966 : Ryder gaat naar huis : Sophia
- 1975 : Opgeruimd staat netjes
- 1983 : Schakels
- 1985 : Kun je me zeggen waar ik woon ? : Mevr. Bakema

## Théâtre
- 1971 : Mooi weer vandaag, adaptation de la pièce Home de David Storey à la Comédie de La Haye

## Distinctions
- Médaille « Zilveren Bouwmeesterpenning » 1959
- Theo d'Or 1962
- Theo d'Or 1967